# برلمان الجبل الأسود
برلمان الجبل الأسود (بالإنجليزية: Parliament of Montenegro)‏ هو الهيئة التشريعية في الجبل الأسود، ويتكون من 81 مقعداً.